# George B. Kelly
George Bradshaw Kelly (* 12. Dezember 1900 in Waterloo, Seneca County, New York; † 26. Juni 1971 in Lyon, Frankreich) war ein US-amerikanischer Wirtschaftsmanager, Politiker der Demokratischen Partei und Mitglied im Repräsentantenhaus der Vereinigten Staaten für New York.

## Leben
Nach dem Besuch von Gemeindeschule und High School wurde er 1915 Mitarbeiter bei einem Unternehmen für Eisenbahnsignale und dann 1920 Verkäufer einer Bonbon-Fabrik. Im Anschluss war er zwischen 1921 und 1933 Produktionsmanager in einer Textilfabrik. Mit dem Beginn des Amtsantritts von US-Präsident Franklin D. Roosevelt und dessen Politik des New Deal begann er 1933 seine politische Laufbahn. Zunächst wurde er 1933 und 1934 als Kandidat der Demokraten in die New York State Assembly gewählt und war danach 1935 sowie 1936 Mitglied im Senat von New York.
Ende 1936 wurde er für die Demokratische Partei in das US-Repräsentantenhaus gewählt und gehörte diesem vom 3. Januar 1937 bis zum 3. Januar 1939 an, erlitt dann aber bei den Wahlen zum 67. Kongress eine Niederlage gegen seinen republikanischen Herausforderer Joseph J. O’Brien und schied aus dem Repräsentantenhaus aus. Im Anschluss wurde er 1939 Direktor der Abteilung für Zeitlöhne des US-Arbeitsministerium für die Region New York und Connecticut. Nachdem auch eine erneute Kandidatur bei den Wahlen zum 68. US-Kongress 1940 scheiterte, war Kelly 1941 und 1942 Mitglied der Schlichtungsbehörde des Bundesstaates New York.
Danach war er überwiegend in der Privatwirtschaft tätig und zunächst während des Zweiten Weltkrieges Manager einer Produktionsanlage zur Gewinnung von Industriealkohol für die Rüstungsindustrie. Danach fand er Beschäftigung bei einer Brauerei sowie Rundfunksendern. Nach einer Tätigkeit als Versicherungsmakler war er einige Zeit wieder im Staatsdienst tätig und zwar als Assistierender Arbeitskommissar (Assistent Commissioner of Labor) des Staates New York.
Zuletzt ließ er sich in Rochester nieder und war dort als Berater für Stadtsanierung tätig.